# Eclipophleps kerzhneri
Eclipophleps kerzhneri är en insektsart som beskrevs av Leo L. Mishchenko 1968. Eclipophleps kerzhneri ingår i släktet Eclipophleps och familjen gräshoppor. Inga underarter finns listade i Catalogue of Life.